# Cul-de-sac (film)
Cul-de-sac is een Britse dramafilm uit 1966 onder regie van Roman Polański.

## Verhaal
George is getrouwd met de veel jongere Teresa. Op een dag vallen twee gewonde misdadigers hun huis binnen. Teresa spoort haar man aan actie te ondernemen, maar dat is buiten de criminelen gerekend.

## Rolverdeling
| Acteur            | Personage              |
| ----------------- | ---------------------- |
| Donald Pleasence  | George                 |
| Françoise Dorléac | Teresa                 |
| Lionel Stander    | Richard                |
| Jack MacGowran    | Albie                  |
| Iain Quarrier     | Christopher            |
| Geoffrey Sumner   | Vader van Christopher  |
| Renee Houston     | Moeder van Christopher |
| Robert Dorning    | Philip Fairweather     |
| Marie Kean        | Marion Fairweather     |
| William Franklyn  | Cecil                  |
| Jacqueline Bisset | Jacqueline             |
| Trevor Delaney    | Nicholas               |